# Caenorhinus socius
Caenorhinus socius là một loài bọ cánh cứng trong họ Rhynchitidae. Loài này được Faust miêu tả khoa học năm 1882.